# 金髮芋螺
金髮芋螺（学名：Conus auricomus）为芋螺科芋螺屬下的一个种。